# Хоменко, Николай Иванович
Николай Иванович Хоме́нко (р. 1945) — советский и украинский печатник.

## Биография
Родился 1 марта 1945 года в селе Грузское (ныне Макаровский район, Киевская область, Украина). В 1961—1964 годах учился в ГПТУ № 6 (Киев); в 1983 году окончил технологическое отделение Львовского полиграфического техникума.
С 1983 года работал на Головном предприятии РВО «Полиграфкнига» (с 1988 года — заместитель начальника офсетного цеха).

## Награды и премии
- Государственная премия УССР имени Т. Г. Шевченко (1983) — за внедрение новых принципов конструирования, оформления и полиграфического исполнения произведений классиков марксизма-ленинизма и выдающихся деятелей коммунистического и рабочего движения (К. Маркс «Капитал», «Гражданская война во Франции», «И всё-таки она вертится!»)